# Deqing (Huzhou)
Koordinaten: 30° 33′ N, 120° 4′ O
Der Kreis Deqing (chinesisch 德清县, Pinyin Déqīng Xiàn) ist ein Kreis der bezirksfreien Stadt Huzhou in der chinesischen Provinz Zhejiang. Die Fläche beträgt 937,7 Quadratkilometer und die Einwohnerzahl 548.568 (Stand: Zensus 2020). 1999 zählte Deqing 422.681 Einwohner.